# The Ganjas (álbum)
The Ganjas es el álbum debut de la banda chilena del mismo nombre. Es el único disco de The Ganjas lanzado por Irrepetible Discos.

## Grabación
El álbum fue grabado en septiembre de 2002 en los estudios del Algo Records (sello que más adelante ficharía a la banda) y masterizado en Plataforma Digital. Fue el único disco de The Ganjas que contó con la participación de Miguel Comegato Montenegro en segunda guitarra.

## Videoclips
Como apoyo al lanzamiento del disco, se realizaron videos para los temas "Let's Go to the Beach" y "Darkside". Este último fue dirigido por Marcela Cea y Sam Maquieira, guitarrista de la banda, y su montaje estuvo a cargo de Rodrigo Astaburuaga (quien años después se uniría a la banda como segunda guitarra) y Maquieira.

## Reediciones
El disco fue reeditado en formato CD por Algo Records en 2004. Posteriormente, una edición en vinilo sería lanzada por el sello chileno BYM Records en mayo de 2012.

## Lista de canciones
Todas las canciones compuestas por The Ganjas.
| N.º | Título                  | Duración |  |
| 1.  | «Comes From the Sun»    | 4:47     |  |
| 2.  | «Rock de la Ganja»      | 5:35     |  |
| 3.  | «Let's Go to the Beach» | 8:49     |  |
| 4.  | «Pelusón»               | 7:09     |  |
| 5.  | «This is the Time»      | 14:57    |  |
| 6.  | «Darkside»              | 5:47     |  |
| 7.  | «New Reactor»           | 11:53    |  |

## Créditos
| Banda The Ganjas Sam Maquieira - guitarras , voz Pape Astaburuaga - bajo , voz Luife Saavedra - teclados , maracas Aldo Benincasa - batería Músicos invitados Comegato Montenegro - guitarra Álvaro Gómez - macumbas, congas en "This is the Time" | - Grabado por Pablo Navarrete y Álvaro Gómez. - Mezclado por Pablo Navarrete, Pape Astaburuaga y Sam Maquieira. - Fotos por Sam Maquieira. - Foto de la banda por Aldo Benincasa - Diseño por Rodrigo Astaburuaga, Sam Maquieira y Bagioli. |